# 朗諾里斯鎮區 (阿肯色州錫巴斯琴縣)
朗諾里斯鎮區（英語：Lon Norris Township）是位於美國阿肯色州錫巴斯琴縣的一個行政鎮區。

## 地方資料
朗諾里斯鎮區的面積為24.10平方千米，當中陸地面積為23.97平方千米，而水域面積為0.13平方千米。根據2010年美國人口普查的數據，當地共有人口8133人，而人口密度為每平方千米337.47人。